# 99 г. пр.н.е.
99 (деветдесет и девета) година преди новата ера (пр.н.е.) е година от доюлианския (Помпилийски) римски календар.

## Събития

### В Римската република
- Консули са Марк Антоний Оратор и Авъл Постумий Албин.
- Гай Марий започва обиколка на Мала Азия и се среща с Митридат VI.[1]

## Родени
- Тит Лукреций Кар, римски поет и философ (умрял 55 г. пр.н.е.)